# 10740 Fallersleben
10740 Fallersleben è un asteroide della fascia principale. Scoperto nel 1988, presenta un'orbita caratterizzata da un semiasse maggiore pari a 2,6657768 UA e da un'eccentricità di 0,1115993, inclinata di 0,40774° rispetto all'eclittica.